# ایگور پوپوف
ایگور پوپوف (انگلیسی: Igor Popov؛ زادهٔ ۲۵ مارس ۱۹۷۰) بازیکن والیبال اهل اوکراین  است.